# Список астероїдів (11601—11700)
| Назва                                 | Тимчасове позначення | Дата відкриття    | Місце відкриття                              | Відкривач                        |
| ------------------------------------- | -------------------- | ----------------- | -------------------------------------------- | -------------------------------- |
| (11601) 1995 SE4                      | 1995 SE4             | 28 вересня 1995   | Чорч Стреттон                                | Стівен Лорі                      |
| 11602 Мірян (Miryang)                 | 1995 ST54            | 28 вересня 1995   | Сокорро (Нью-Мексико)                        | Роберт Вебер                     |
| (11603) 1995 TF                       | 1995 TF              | 5 жовтня 1995     | Обсерваторія Клеть                           | Зденек Моравец                   |
| 11604 Новіград (Novigrad)             | 1995 UB1             | 21 жовтня 1995    | Вішнянська обсерваторія                      | Корадо Корлевіч, Ваня Брчіч      |
| 11605 Ранфаґні (Ranfagni)             | 1995 UP6             | 19 жовтня 1995    | Обсерваторія Пістоїєзе                       | Лучано Тезі, Андреа Боаттіні     |
| 11606 Алмарі (Almary)                 | 1995 UU6             | 19 жовтня 1995    | Обсерваторія Мауна-Кеа                       | Девід Толен                      |
| (11607) 1995 WX1                      | 1995 WX1             | 16 листопада 1995 | Обсерваторія Тітібу                          | Наото Сато, Такеші Урата         |
| (11608) 1995 WU4                      | 1995 WU4             | 18 листопада 1995 | Обсерваторія Наті-Кацуура                    | Йошісада Шімідзу, Такеші Урата   |
| (11609) 1995 XT                       | 1995 XT              | 12 грудня 1995    | Обсерваторія Оїдзумі                         | Такао Кобаяші                    |
| (11610) 1995 XJ1                      | 1995 XJ1             | 15 грудня 1995    | Обсерваторія Оїдзумі                         | Такао Кобаяші                    |
| (11611) 1995 YQ                       | 1995 YQ              | 18 грудня 1995    | Обсерваторія Галеакала                       | NEAT                             |
| 11612 Обу (Obu)                       | 1995 YZ1             | 21 грудня 1995    | Обсерваторія Кума Коґен                      | Акімаса Накамура                 |
| (11613) 1995 YN4                      | 1995 YN4             | 23 грудня 1995    | Обсерваторія Наті-Кацуура                    | Йошісада Шімідзу, Такеші Урата   |
| 11614 Істрополітана (Istropolitana)   | 1996 AD2             | 14 січня 1996     | Обсерваторія Модри                           | Адріан Галад, А. Правда          |
| 11615 Наоя (Naoya)                    | 1996 AE4             | 13 січня 1996     | Обсерваторія Кітамі                          | Кін Ендате, Кадзуро Ватанабе     |
| (11616) 1996 BQ2                      | 1996 BQ2             | 26 січня 1996     | Обсерваторія Оїдзумі                         | Такао Кобаяші                    |
| (11617) 1996 CL2                      | 1996 CL2             | 12 лютого 1996    | Обсерваторія Кушіро                          | Сейджі Уеда, Хіроші Канеда       |
| (11618) 1996 EX1                      | 1996 EX1             | 15 березня 1996   | Обсерваторія Галеакала                       | NEAT                             |
| (11619) 1996 GG17                     | 1996 GG17            | 13 квітня 1996    | Обсерваторія Кушіро                          | Сейджі Уеда, Хіроші Канеда       |
| 11620 Susanagordon                    | 1996 OE2             | 23 липня 1996     | Станція Кампо Імператоре                     | Андреа Боаттіні, Андреа Ді Паола |
| 11621 Дюччіо (Duccio)                 | 1996 PJ5             | 15 серпня 1996    | Монтелупо                                    | Маура Томбеллі, Джузеппе Форті   |
| 11622 Самуеле (Samuele)               | 1996 RD4             | 9 вересня 1996    | Обсерваторія Пістоїєзе                       | Андреа Боаттіні, Лучано Тезі     |
| 11623 Кагекату (Kagekatu)             | 1996 TC10            | 8 жовтня 1996     | Обсерваторія Наніо                           | Томімару Окуні                   |
| (11624) 1996 UF                       | 1996 UF              | 16 жовтня 1996    | Обсерваторія Оїдзумі                         | Такао Кобаяші                    |
| 11625 Франчелінда (Francelinda)       | 1996 UL1             | 20 жовтня 1996    | Обсерваторія Пістоїєзе                       | Лучано Тезі, Ґабріеле Каттані    |
| 11626 Черч Стреттон (Church Stretton) | 1996 VW2             | 8 листопада 1996  | Чорч Стреттон                                | Стівен Лорі                      |
| (11627) 1996 VT4                      | 1996 VT4             | 13 листопада 1996 | Обсерваторія Оїдзумі                         | Такао Кобаяші                    |
| 11628 Катукойкеда (Katuhikoikeda)     | 1996 VB5             | 13 листопада 1996 | Моріяма (Сіґа)                               | Ясукадзу Ікарі                   |
| (11629) 1996 VY29                     | 1996 VY29            | 7 листопада 1996  | Обсерваторія Кушіро                          | Сейджі Уеда, Хіроші Канеда       |
| (11630) 1996 VY38                     | 1996 VY38            | 7 листопада 1996  | Станція Сінлун                               | SCAP                             |
| (11631) 1996 XV1                      | 1996 XV1             | 2 грудня 1996     | Обсерваторія Оїдзумі                         | Такао Кобаяші                    |
| (11632) 1996 XB3                      | 1996 XB3             | 3 грудня 1996     | Обсерваторія Оїдзумі                         | Такао Кобаяші                    |
| (11633) 1996 XG9                      | 1996 XG9             | 2 грудня 1996     | Королівська обсерваторія Бельгії             | Тьєрі Повель                     |
| (11634) 1996 XU30                     | 1996 XU30            | 12 грудня 1996    | Обсерваторія Наті-Кацуура                    | Йошісада Шімідзу, Такеші Урата   |
| (11635) 1996 XQ32                     | 1996 XQ32            | 6 грудня 1996     | Обсерваторія Кушіро                          | Сейджі Уеда, Хіроші Канеда       |
| 11636 Пезінок (Pezinok)               | 1996 YH1             | 27 грудня 1996    | Обсерваторія Модри                           | Адріан Галад, А. Правда          |
| 11637 Янцзячи (Yangjiachi)            | 1996 YJ2             | 24 грудня 1996    | Станція Сінлун                               | SCAP                             |
| (11638) 1997 AH                       | 1997 AH              | 2 січня 1997      | Обсерваторія Оїдзумі                         | Такао Кобаяші                    |
| (11639) 1997 AO4                      | 1997 AO4             | 6 січня 1997      | Обсерваторія Оїдзумі                         | Такао Кобаяші                    |
| (11640) 1997 AT4                      | 1997 AT4             | 6 січня 1997      | Обсерваторія Оїдзумі                         | Такао Кобаяші                    |
| (11641) 1997 AP12                     | 1997 AP12            | 7 січня 1997      | Обсерваторія Наті-Кацуура                    | Йошісада Шімідзу, Такеші Урата   |
| (11642) 1997 AN21                     | 1997 AN21            | 13 січня 1997     | Обсерваторія Наті-Кацуура                    | Йошісада Шімідзу, Такеші Урата   |
| (11643) 1997 AM22                     | 1997 AM22            | 8 січня 1997      | Станція Сінлун                               | SCAP                             |
| (11644) 1997 BR1                      | 1997 BR1             | 29 січня 1997     | Обсерваторія Оїдзумі                         | Такао Кобаяші                    |
| (11645) 1997 BY1                      | 1997 BY1             | 29 січня 1997     | Обсерваторія Оїдзумі                         | Такао Кобаяші                    |
| (11646) 1997 BZ1                      | 1997 BZ1             | 29 січня 1997     | Обсерваторія Оїдзумі                         | Такао Кобаяші                    |
| (11647) 1997 BN3                      | 1997 BN3             | 31 січня 1997     | Обсерваторія Оїдзумі                         | Такао Кобаяші                    |
| (11648) 1997 BT3                      | 1997 BT3             | 31 січня 1997     | Обсерваторія Оїдзумі                         | Такао Кобаяші                    |
| (11649) 1997 BR6                      | 1997 BR6             | 29 січня 1997     | Обсерваторія Наті-Кацуура                    | Йошісада Шімідзу, Такеші Урата   |
| (11650) 1997 CN                       | 1997 CN              | 1 лютого 1997     | Обсерваторія Оїдзумі                         | Такао Кобаяші                    |
| (11651) 1997 CY                       | 1997 CY              | 1 лютого 1997     | Обсерваторія Оїдзумі                         | Такао Кобаяші                    |
| 11652 Джонбравнлі (Johnbrownlee)      | 1997 CK13            | 7 лютого 1997     | Сормано                                      | Пієро Сіколі, Франческо Манка    |
| (11653) 1997 CA20                     | 1997 CA20            | 12 лютого 1997    | Обсерваторія Оїдзумі                         | Такао Кобаяші                    |
| (11654) 1997 CD20                     | 1997 CD20            | 12 лютого 1997    | Обсерваторія Оїдзумі                         | Такао Кобаяші                    |
| (11655) 1997 CC29                     | 1997 CC29            | 7 лютого 1997     | Станція Сінлун                               | SCAP                             |
| 11656 Ліпно (Lipno)                   | 1997 EL6             | 6 березня 1997    | Обсерваторія Клеть                           | Мілош Тіхі, Зденек Моравец       |
| 11657 Антонгайдук (Antonhajduk)       | 1997 EN7             | 5 березня 1997    | Обсерваторія Модри                           | Адріан Галад, А. Правда          |
| (11658) 1997 EQ17                     | 1997 EQ17            | 1 березня 1997    | Обсерваторія Кушіро                          | Сейджі Уеда, Хіроші Канеда       |
| (11659) 1997 EX41                     | 1997 EX41            | 10 березня 1997   | Сокорро (Нью-Мексико)                        | LINEAR                           |
| (11660) 1997 FL2                      | 1997 FL2             | 31 березня 1997   | Сокорро (Нью-Мексико)                        | LINEAR                           |
| (11661) 1997 FK4                      | 1997 FK4             | 31 березня 1997   | Сокорро (Нью-Мексико)                        | LINEAR                           |
| (11662) 1997 GL23                     | 1997 GL23            | 6 квітня 1997     | Сокорро (Нью-Мексико)                        | LINEAR                           |
| (11663) 1997 GO24                     | 1997 GO24            | 7 квітня 1997     | Сокорро (Нью-Мексико)                        | LINEAR                           |
| 11664 Кашіваґі (Kashiwagi)            | 1997 GX24            | 4 квітня 1997     | Обсерваторія Кітамі                          | Кін Ендате, Кадзуро Ватанабе     |
| 11665 Діріхле (Dirichlet)             | 1997 GL28            | 14 квітня 1997    | Прескоттська обсерваторія                    | Пол Комба                        |
| 11666 Брейкер (Bracker)               | 1997 MD8             | 29 червня 1997    | Обсерваторія Кітт-Пік                        | Spacewatch                       |
| 11667 Теста (Testa)                   | 1997 UB1             | 19 жовтня 1997    | Обсерваторія Пістоїєзе                       | Лучано Тезі, Андреа Боаттіні     |
| 11668 Balios                          | 1997 VV1             | 3 листопада 1997  | Обсерваторія Ондржейов                       | Петр Правец                      |
| 11669 Паскальшолль (Pascalscholl)     | 1997 XY8             | 7 грудня 1997     | Коссоль                                      | ODAS                             |
| 11670 Фаунтейн (Fountain)             | 1998 AU9             | 6 січня 1998      | Станція Андерсон-Меса                        | Марк Буї                         |
| (11671) 1998 BG4                      | 1998 BG4             | 21 січня 1998     | Обсерваторія Наті-Кацуура                    | Йошісада Шімідзу, Такеші Урата   |
| 11672 Куні (Cuney)                    | 1998 BC15            | 24 січня 1998     | Обсерваторія Галеакала                       | NEAT                             |
| 11673 Баур (Baur)                     | 1998 BJ19            | 26 січня 1998     | Фарра-д'Ізонцо                               | Фарра-д'Ізонцо                   |
| (11674) 1998 BN25                     | 1998 BN25            | 28 січня 1998     | Обсерваторія Оїдзумі                         | Такао Кобаяші                    |
| 11675 Біллбойл (Billboyle)            | 1998 CP2             | 15 лютого 1998    | Бедуен                                       | П'єр Антоніні                    |
| (11676) 1998 CQ2                      | 1998 CQ2             | 6 лютого 1998     | Обсерваторія Ґекко                           | Тецуо Каґава                     |
| (11677) 1998 DY4                      | 1998 DY4             | 22 лютого 1998    | Обсерваторія Галеакала                       | NEAT                             |
| 11678 Бревард (Brevard)               | 1998 DT10            | 25 лютого 1998    | Обсерваторія та меморіал Пам'яті астронавтів | Аян Ґріффін                      |
| 11679 Брюсбейкер (Brucebaker)         | 1998 DE11            | 25 лютого 1998    | Обсерваторія Галеакала                       | NEAT                             |
| (11680) 1998 DT11                     | 1998 DT11            | 24 лютого 1998    | Обсерваторія Галеакала                       | NEAT                             |
| 11681 Ортнер (Ortner)                 | 1998 EP6             | 1 березня 1998    | Коссоль                                      | ODAS                             |
| 11682 Сіваку (Shiwaku)                | 1998 EX6             | 3 березня 1998    | Яцука                                        | Хіросі Абе                       |
| (11683) 1998 FO11                     | 1998 FO11            | 22 березня 1998   | Обсерваторія Наті-Кацуура                    | Йошісада Шімідзу, Такеші Урата   |
| (11684) 1998 FY11                     | 1998 FY11            | 24 березня 1998   | Обсерваторія Галеакала                       | NEAT                             |
| 11685 Адамкаррі (Adamcurry)           | 1998 FW19            | 20 березня 1998   | Сокорро (Нью-Мексико)                        | LINEAR                           |
| (11686) 1998 FU36                     | 1998 FU36            | 20 березня 1998   | Сокорро (Нью-Мексико)                        | LINEAR                           |
| (11687) 1998 FM40                     | 1998 FM40            | 20 березня 1998   | Сокорро (Нью-Мексико)                        | LINEAR                           |
| 11688 Амандуґан (Amandugan)           | 1998 FG53            | 20 березня 1998   | Сокорро (Нью-Мексико)                        | LINEAR                           |
| (11689) 1998 FA56                     | 1998 FA56            | 20 березня 1998   | Сокорро (Нью-Мексико)                        | LINEAR                           |
| 11690 Керодулені (Carodulaney)        | 1998 FV60            | 20 березня 1998   | Сокорро (Нью-Мексико)                        | LINEAR                           |
| 11691 Істервуд (Easterwood)           | 1998 FO66            | 20 березня 1998   | Сокорро (Нью-Мексико)                        | LINEAR                           |
| (11692) 1998 FV67                     | 1998 FV67            | 20 березня 1998   | Сокорро (Нью-Мексико)                        | LINEAR                           |
| 11693 Ґрантелліотт (Grantelliott)     | 1998 FE69            | 20 березня 1998   | Сокорро (Нью-Мексико)                        | LINEAR                           |
| 11694 Естергайсен (Esterhuysen)       | 1998 FO70            | 20 березня 1998   | Сокорро (Нью-Мексико)                        | LINEAR                           |
| 11695 Маттеї (Mattei)                 | 1998 FA74            | 22 березня 1998   | Станція Андерсон-Меса                        | LONEOS                           |
| 11696 Капен (Capen)                   | 1998 FD74            | 22 березня 1998   | Станція Андерсон-Меса                        | LONEOS                           |
| 11697 Estrella                        | 1998 FX98            | 31 березня 1998   | Сокорро (Нью-Мексико)                        | LINEAR                           |
| 11698 Фіхтельман (Fichtelman)         | 1998 FZ102           | 31 березня 1998   | Сокорро (Нью-Мексико)                        | LINEAR                           |
| (11699) 1998 FL105                    | 1998 FL105           | 31 березня 1998   | Сокорро (Нью-Мексико)                        | LINEAR                           |
| (11700) 1998 FT115                    | 1998 FT115           | 31 березня 1998   | Сокорро (Нью-Мексико)                        | LINEAR                           |

| ← Астероїди 10001—20000 → |             |             |             |             |             |             |             |             |             |
| 10001—10100               | 11001—11100 | 12001—12100 | 13001—13100 | 14001—14100 | 15001—15100 | 16001—16100 | 17001—17100 | 18001—18100 | 19001—19100 |
| 10101—10200               | 11101—11200 | 12101—12200 | 13101—13200 | 14101—14200 | 15101—15200 | 16101—16200 | 17101—17200 | 18101—18200 | 19101—19200 |
| 10201—10300               | 11201—11300 | 12201—12300 | 13201—13300 | 14201—14300 | 15201—15300 | 16201—16300 | 17201—17300 | 18201—18300 | 19201—19300 |
| 10301—10400               | 11301—11400 | 12301—12400 | 13301—13400 | 14301—14400 | 15301—15400 | 16301—16400 | 17301—17400 | 18301—18400 | 19301—19400 |
| 10401—10500               | 11401—11500 | 12401—12500 | 13401—13500 | 14401—14500 | 15401—15500 | 16401—16500 | 17401—17500 | 18401—18500 | 19401—19500 |
| 10501—10600               | 11501—11600 | 12501—12600 | 13501—13600 | 14501—14600 | 15501—15600 | 16501—16600 | 17501—17600 | 18501—18600 | 19501—19600 |
| 10601—10700               | 11601—11700 | 12601—12700 | 13601—13700 | 14601—14700 | 15601—15700 | 16601—16700 | 17601—17700 | 18601—18700 | 19601—19700 |
| 10701—10800               | 11701—11800 | 12701—12800 | 13701—13800 | 14701—14800 | 15701—15800 | 16701—16800 | 17701—17800 | 18701—18800 | 19701—19800 |
| 10801—10900               | 11801—11900 | 12801—12900 | 13801—13900 | 14801—14900 | 15801—15900 | 16801—16900 | 17801—17900 | 18801—18900 | 19801—19900 |
| 10901—11000               | 11901—12000 | 12901—13000 | 13901—14000 | 14901—15000 | 15901—16000 | 16901—17000 | 17901—18000 | 18901—19000 | 19901—20000 |